# Эдвардс, Гай
Гай Ри́чард Го́ронуй Э́двардс (англ. Guy Richard Goronwy Edwards, 30 декабря 1942 года, Мэклсфилд, Чешир) — британский автогонщик, участник чемпионатов мира по автогонкам в классе Формула-1.

## Биография
Сын командира эскадрильи британских ВВС. В 1965 году дебютировал в автогонках на автомобиле «Форд-Англия», в 1968 году перешёл в Формулу-3. Позже стартовал в гонках спорткаров и Формуле-5000, в 1971 году впервые принял участие в гонке «24 часа Ле-Мана». В 1974 году стал пилотом команды «Хилл» в чемпионате мира «Формулы-1», в гонках не поднялся выше седьмого места на финише, в конце сезона потерпел аварию в гонке «Формулы-5000», сломал кисть руки и был заменён на Рольфа Штоммелена. После восстановления вернулся в «Формулу-1» в 1976 году за рулём автомобиля «Хескет», провёл четыре гонки. На Гран-при Германии был одним из четырёх гонщиков, которые вытащили из горящей машины Ники Лауду, попавшего в аварию на втором круге гонки, и тем самым спасли ему жизнь.
После неудачной попытки квалифицироваться на Гран-при Великобритании 1977 года за рулём автомобиля BRM перешёл сначала в британскую Формулу-1, а затем в чемпионат мира спортивных автомобилей, где выиграл две гонки в 1981 году. После окончания гоночной карьеры в середине 1980-х годов был директором по рекламе команды «Формулы-1» March, а затем занимал такую же должность в команде «Ягуар», участвовавшей в чемпионате мира спортивных автомобилей. В 1988 году ненадолго вернулся в гонки, стартовав в британском чемпионате туринговых автомобилей, но в 1992 году окончательно прекратил выступления в автоспорте, став директором по маркетингу команды Формулы-1 Lotus. Эдвардс пытался найти хорошего спонсора для команды, однако ему это не удалось, и в 1994 году он ушёл из Lotus. За весь сезон 1994 Формулы-1 команда не набрала ни одного очка и после его окончания прекратила своё существование.

## Результаты гонок в Формуле-1
| Легенда к таблице |                                                                    |
| --- | ------------------------------------------------------------------ |
| В таблице перечислены результаты всех Гран-при Формулы-1, в которых принимал участие гонщик. Строками таблицы являются сезоны, столбцами — этапы чемпионата мира. В каждой клетке указаны сокращённое название этапа и результат, дополнительно обозначенный цветом. Расшифровка обозначений и цветов представлена в нижеследующей таблице. |                                                                    |
| \| Пример \| Описание \| \| ------------ \| ------------------------------------------------------------------ \| \| 1 \| Победитель \| \| 2 \| Второе место \| \| 3 \| Третье место \| \| 5 \| Финишировал, заработав очки \| \| Сход \| Не финишировал, но при этом заработал очки \| \| 12 \| Финишировал, не получив очков \| \| НКЛ \| Финишировал, но не попал в финальную классификацию \| \| 15 \| Участвовал вне зачёта, либо по отдельной классификации \| \| 18 \| Не финишировал, но попал в финальную классификацию \| \| Сход \| Не финишировал \| \| НКВ \| Не прошёл квалификацию \| \| НПКВ \| Не прошёл предквалификацию \| \| ДСК \| Дисквалифицирован \| \| ИСК \| Исключён из протокола соревнований \| \| ТТ \| Заявлен для участия только в тренировках \| \| НС \| Участвовал в квалификации, но не стартовал в гонке \| \| Т \| Травмирован или болен \| \| ОТК \| Отказ от участия \| \| НТР \| Прибыл на соревнования, но на трассу не выезжал \| \| НПР \| Был заявлен в числе участников, но не прибыл к началу соревнований \| \| О \| Соревнования отменены \| \| \| Не участвовал \| \| Поул-позиция \| \| \| Быстрый круг \| \| |                                                                    |
| Пример | Описание                                                           |
| 1 | Победитель                                                         |
| 2 | Второе место                                                       |
| 3 | Третье место                                                       |
| 5 | Финишировал, заработав очки                                        |
| Сход | Не финишировал, но при этом заработал очки                         |
| 12 | Финишировал, не получив очков                                      |
| НКЛ | Финишировал, но не попал в финальную классификацию                 |
| 15 | Участвовал вне зачёта, либо по отдельной классификации             |
| 18 | Не финишировал, но попал в финальную классификацию                 |
| Сход | Не финишировал                                                     |
| НКВ | Не прошёл квалификацию                                             |
| НПКВ | Не прошёл предквалификацию                                         |
| ДСК | Дисквалифицирован                                                  |
| ИСК | Исключён из протокола соревнований                                 |
| ТТ | Заявлен для участия только в тренировках                           |
| НС | Участвовал в квалификации, но не стартовал в гонке                 |
| Т | Травмирован или болен                                              |
| ОТК | Отказ от участия                                                   |
| НТР | Прибыл на соревнования, но на трассу не выезжал                    |
| НПР | Был заявлен в числе участников, но не прибыл к началу соревнований |
| О | Соревнования отменены                                              |
| | Не участвовал                                                      |
| Поул-позиция |                                                                    |
| Быстрый круг |                                                                    |

| Год  | Команда | Шасси        | Двигатель | 1      | 2        | 3   | 4       | 5       | 6     | 7     | 8        | 9        | 10       | 11      | 12  | 13     | 14     | 15  | 16  | 17  | Место | Очки |
| ---- | ------- | ------------ | --------- | ------ | -------- | --- | ------- | ------- | ----- | ----- | -------- | -------- | -------- | ------- | --- | ------ | ------ | --- | --- | --- | ----- | ---- |
| 1974 | Hill    | Lola T370    | Cosworth  | АРГ 11 | БРА Сход | ЮАР | ИСП НКВ | БЕЛ 12  | МОН 8 | ШВЕ 7 | НИД Сход | ФРА 15   | ВЕЛ НС   | ГЕР НКВ | АВТ | ИТА    | КАН    | США |     |     | —     | 0    |
| 1976 | Hesketh | Hesketh 308D | Cosworth  | БРА    | ЮАР      | СШЗ | ИСП     | БЕЛ НКВ | МОН   | ШВЕ   | ФРА 17   | ВЕЛ Сход | ГЕР 15   | АВТ     | НИД | ИТА НС | КАН 20 | США | ЯПО |     | —     | 0    |
| 1977 | BRM     | BRM P207     | BRM       | АРГ    | БРА      | ЮАР | СШЗ     | ИСП     | МОН   | БЕЛ   | ШВЕ      | ФРА      | ВЕЛ НПКВ | ГЕР     | АВТ | НИД    | ИТА    | США | КАН | ЯПО | —     | 0    |